# Sajkáslak
Sajkáslak (szerbül Лок / Lok) falu Szerbiában, a Vajdaságban, a Dél-bácskai körzetben, Titel községben.

## Fekvése
A titeli-fennsík lábánál, Titel nyugati szomszédjában fekszik.

## Története
1910-ben 1679 lakosából 476 magyar, 37 német, 1134 szerb volt. Ebből 501 római katolikus, 32 evangélikus, 1117 görögkeleti ortodox volt.
A trianoni békeszerződés előtt Bács-Bodrog vármegye Titeli járásához tartozott.

## Népesség

### Demográfiai változások
| 1948 | 1953 | 1961 | 1971 | 1981 | 1991 | 2002 | 2011 |
| ---- | ---- | ---- | ---- | ---- | ---- | ---- | ---- |
| 1786 | 1817 | 1789 | 1688 | 1509 | 1302 | 1255 | 1114 |

## Látnivalók

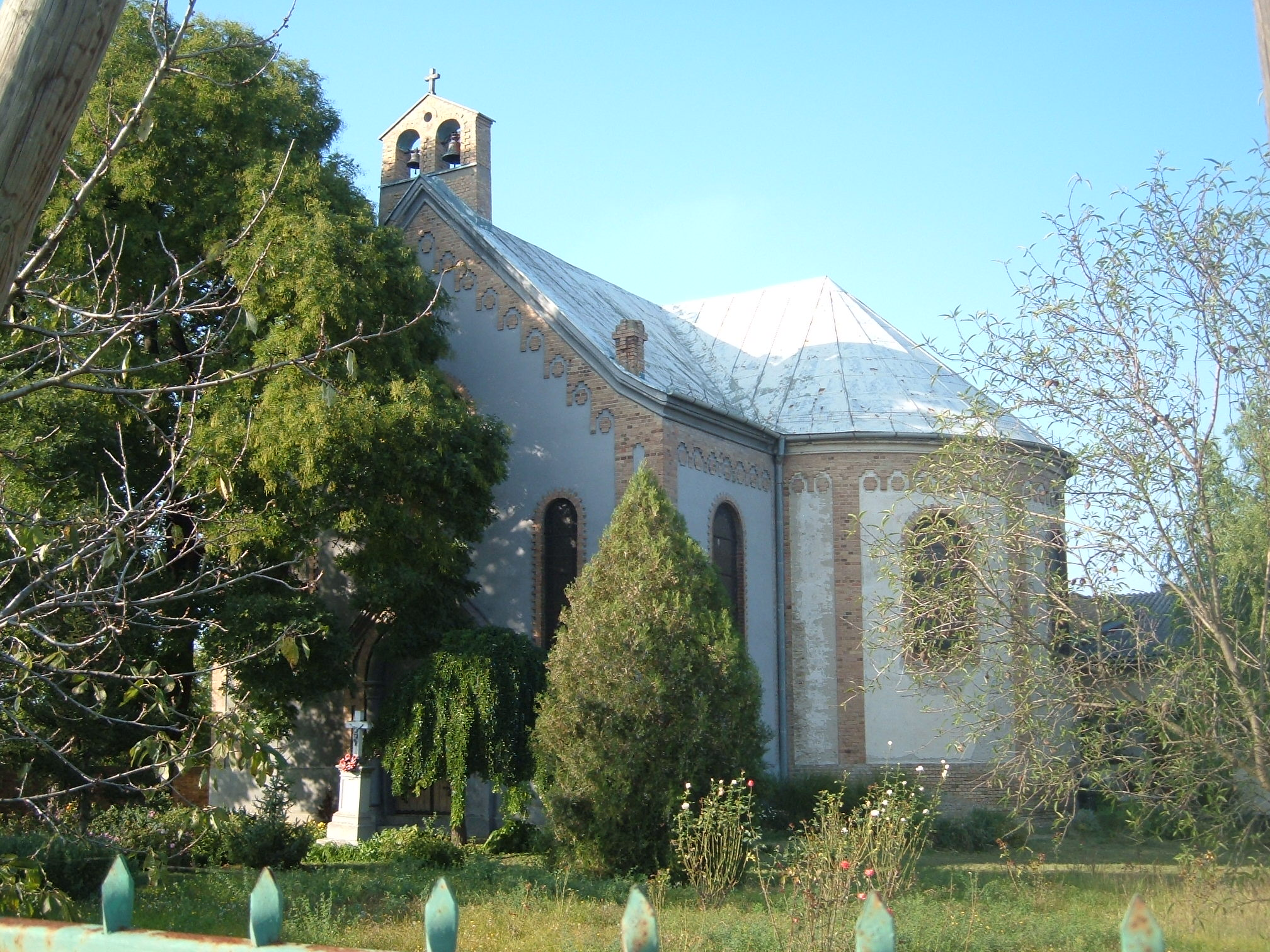
A római katolikus templom

- Római katolikus temploma: a sajkáslaki plébániát 1912-ben választották le a mozsori plébániából. A templom 1913-1914-ben épült, majd 1949-ben festették be. A templom védőszentje Szűz Mária, Rózsafüzér királynője. A templom méretei: hossza 20 m, szélessége 12 m, a hajó magassága 10 m, a torony magassága 23 m. Az épület görög kereszt alakú. Az anyakönyvet 1913-óta vezetik.